# Карново
Карново (пол. Karnowo, нім. Werthheim) — село в Польщі, у гміні Накло-над-Нотецем Накельського повіту Куявсько-Поморського воєводства.
Населення — 441 особа (2011).
У 1975-1998 роках село належало до Бидгощського воєводства.

## Демографія
Демографічна структура станом на 31 березня 2011 року:
|          | Загалом | Допрацездатний вік | Працездатний вік | Постпрацездатний вік |
| -------- | ------- | ------------------ | ---------------- | -------------------- |
| Чоловіки | 225     | 57                 | 150              | 18                   |
| Жінки    | 216     | 46                 | 131              | 39                   |
| Разом    | 441     | 103                | 281              | 57                   |